# Eriococcus acericola
Eriococcus acericola är en insektsart som beskrevs av Tang och Hao 1995. Eriococcus acericola ingår i släktet Eriococcus och familjen filtsköldlöss. Inga underarter finns listade i Catalogue of Life.